# Chester French
Chester French er en amerikansk indie/pop-duo. Gruppen består af David-Andrew 'D.A.' Wallach og Maxwell Drummey. De to gruppemedlemmer mødte hinanden da de begge læste på Harvard Universitet.